# Pentax S3
Pentax S3 (H3) — малоформатный однообъективный зеркальный фотоаппарат, производившийся фирмой Asahi Optical с 1961 до 1969 года в чёрно-серебристом исполнении. Всего выпущено 361 215 камер этой модели, после чего она была снята с производства. Впервые модель S3 представлена широкой публике на выставке «Photokina-60» и была, по сути, камерой Pentax S2 с некоторыми усовершенствованиями.

## Отличия от камеры-предшественницыPentax S2
Как и в S2 выдержки затвора задавались единственным диском на верхней панели камеры. К существовавшему набору выдержек (1/500, 1/125, 1/60, 1/30, 1/15, 1/8, 1/4, 1/2, 1 с, T и B) добавилась 1/1000 с. Камера комплектовалась обновлённым кит-объективом «Auto-Takumar» 55 мм 1/1,8, с прыгающей диафрагмой. Это позволяло производить наводку на резкость при открытой диафрагме, что упрощало задачу (особенно в условиях недостаточной освещённости). В отличие от камеры S2 с объективом «Auto-Takumar 55мм 1:2» теперь не требовалось после съёмки вручную открывать диафрагму: она стала полностью автоматической.
В период производства этой камеры стал выпускаться надевающийся поверх пентапризмы компактный экспонометр Asahi Pentax Meter. Для его установки требовалась специальная выемка на диске выдержек (возле выдержки T). Сцепляясь с диском выдержек при помощи выемки на последнем и зуба на экспонометре экспонометр мог учитывать в расчётах установленную выдержку или наоборот задавать её (задавал выдержку фотограф, но с помощью диска на экспонометре и по его подсказке).
Крошечное окно индикатора рядом с кнопкой спуска, сигнализировало красным если затвор был взведён. Это нововведение впервые появилось у фирмы на модели S2 и присутствовало во всех резьбовых моделях, KM, KX, и K1000. В остальном камера полностью повторяла предшественницу: имела защиту от двойного экспонирования кадра, взвод механического фокально-плоскостного затвора с горизонтальным ходом матерчатых шторок осуществлялся рычагом позаимствованным у Asahi Pentax. Сохранилась и пара синхроконтактов FP и X.

## Название камеры
Компания Honeywell была эксклюзивным дистрибьютором Asahi Optical в США с 1959 по 1974 год. В связи с этим все камеры Asahi Optical на территории США продавались под торговой маркой Honeywell, что отражалось в логотипе нанесённом на фронтальную часть пентапризмы.

## Совместимость
«Asahi Pentax S3» совместим с любыми объективами с резьбой M37×1 (с помощью адаптера) или M42×1 с рабочим отрезком 45,5 мм.